# Ragnarok Online 2: The Gate of the World
Ragnarok Online 2: The Gate of the World: (kor.: 라그나로크 온라인 2: The Gate of the World) ist der offizielle Nachfolger des populären MMORPG Ragnarok Online des Entwicklerstudios Gravity Corp. Die Spielewelt ist, wie auch im Vorgänger, der altnordischen Mythologie nachempfunden. Der Soundtrack wird von Yoko Kanno, bekannt für ihre Arbeit in Cowboy Bebop, Ghost in the Shell und anderen Anime-Serien, produziert.
Nachdem das Spiel im Jahr 2006 in die Beta-Phase gegangen war, wurde es kontinuierlich verbessert und abgeändert. Schließlich entstand im Jahr 2010 eine komplett neue Version des ursprünglichen Spiels. Im Juli 2010 verkündete Gravity, dass die ursprüngliche Version von Ragnarok 2: The Gate of the World verworfen wurde und einer neuen Version, Ragnarok Online 2: Legend of the Second, weicht. Die Neufassung soll sich viel stärker an seinen Vorgänger, das MMORPG Ragnarok Online, halten.

## Entwicklung

### Ankündigung
Das Spiel wurde zum ersten Mal im November 2004 auf der KAMEX (südkoreanische Spielexpo) vorgestellt. Der erste Trailer wurde während der Expo gezeigt, in der Spielercharaktere in einer 3D-Grafik-basierten Stadtumgebung umherliefen.
Im September 2005 startete Gravity Corp. eine Werbeaktion, um das Spiel bei der alljährlichen Tokyo Game Show, die vom 16.–18. September stattfand, zu zeigen. Die Besucher hatten die Möglichkeit das Spiel zum ersten Mal zu spielen. In dieser Zeit veröffentlichte Gravity einige Ragnarok Online II Gameplay-Videos, als auch einen kurzen Animationsfilm der Öffentlichkeit.

### Betaphase
Im Dezember 2006 begann Gravity schließlich Anmeldungen für die erste Closed Beta in Südkorea zu akzeptieren. Die Phase für die erste Closed Beta endete am 29. Dezember 2006. Die Anmeldung für die Teilnahme an der Beta war zwei Wochen zuvor auf den Webseiten Gravitys möglich. Über 190.000 Anmeldungen gingen ein, jedoch wurden nur 2000 ausgewählt, die nun das Spiel in einem dreitägigen Testzeitraum vom 27.–29. Dezember testen konnten. Aufgrund einiger technischer Probleme und Serveroptimierungen belief sich der tatsächliche Testzeitraum auf nur 10 Stunden.
Bezugnehmend auf ein Interview der südkoreanischen Zeitung Chosun Ilbo und dem Entwicklerstudio Team Mercury war das Hauptziel der ersten Closed Beta lediglich die Spielecharaktere zu testen. Man wollte sehen, wie die Spieler sowohl auf das Gesamtbild des Spiels, als auch auf die Gestaltung der Spielfiguren, reagierten.
Für die zweite Phase der koreanischen Closed Beta wurden 3000 Spieler automatisch akzeptiert, die sich zuvor auf deren Webseite registriert hatten. Zusätzlich wurden weitere 5000 Spieler bis zum 22. Februar 2007 ausgewählt. Auch diejenigen, die bereits an der ersten Betaphase teilgenommen hatten, konnten an der zweiten Betaphase teilnehmen. Gegen Ende dieser Phase wurden weitere 10.000 Spieler im Rahmen eines Events eingeladen, was letztendlich in 20.000 ausgewählten Accounts resultierte.
Die dritte Phase der koreanischen Closed Beta lief von 26. April bis 5. Mai 2007. Sie war zugänglich für 100.000 registrierte Nutzer, wie auch für jene, die an den vorherigen Betephasen teilnahmen. Um dem großen Ansturm gerecht zu werden, stellte Gravity einen zweiten Server zur Verfügung, um den erwartenden Datenverkehr besser verteilen zu können.
Zuletzt folgte nun die koreanische Open Beta, die ab dem 28. Mai 2007 bis zu einem unbestimmten Datum laufen sollte, wobei die offizielle Veröffentlichung kurz danach erwartet wird. Sie ist allen koreanischen Staatsbürgern zugänglich. Während der ersten Woche wurden die Server mehrmals erweitert und zusätzliche Server installiert, da die Kapazitäten schnell erschöpft waren. Im Verlaufe der Open Beta wurde die Oberfläche des Spiels öfter angepasst.
Im Jahre 2008 wurde die Anzahl der Server auf zwei reduziert, da nur noch sehr wenige Spieler im Vergleich zu der Anfangsphase der Open Beta im Mai 2007, auf den Servern spielen. Viele Plätze im Spiel sind nun in der Regel leer (z. B. „Hodemines“ und „Prontera“).
Aufgrund der Tatsache, dass das Spiel in Korea nur dürftig ankam, wurden personelle Änderungen in den Führungspositionen unternommen. Dies wirkte sich auch direkt auf die Entwicklung von Ragnarok Online II aus, dessen Entwicklung zunächst praktisch zum Erliegen kam. Seit dieser Zeit wird das Spiel komplett erneuert und soll nun unter dem Titel Ragnarok Online 2: Legend of the Second erscheinen.